# Thoroughly Modern Millie (musikal)
Thoroughly Modern Millie är en musikal som hade sin världspremiär på Broadway 2002. Musikalen är skriven av Jeanine Tesori (musik) och Dick Scanlan (text). Den är baserad på filmen, som hade sin premiär 1967 där huvudrollsinnehavaren var Julie Andrews.